# 2 020 (nombre)
 (janvier 2020).
2020 est un nombre entier naturel, qui succède à 2019 et précède 2021. 

## Propriétés intéressantes
- C'est un nombre autodescriptif (faisant partie de la suite A046043 de l'OEIS)[1].
- C'est un nombre abondant.
- C'est la somme des nombres triangulaires d'ordre 3 à 22 inclus[2].
- C'est un nombre ondulant[3].